# Stentjärnen, Västergötland
Stentjärnen är en sjö i Gullspångs kommun i Västergötland och ingår i Motala ströms huvudavrinningsområde. Sjöns area är 0,008 kvadratkilometer och den befinner sig 131,4 meter över havet.